# Assembleia tribal
A Assembleia tribal ou Assembleia do povo (em latim: comitia populi tributa) da República Romana era uma assembleia democrática composta por todos os cidadãos romanos. Durante o período republicano, os cidadãos estavam organizados com base nas 35 tribos: as quatro "tribos urbanas" congregavam os habitantes da própria cidade de Roma enquanto os demais cidadãos estavam distribuídos nas 31 "tribos rurais". Elas se reuniam na Assembleia tribal para fins legislativos, eleitorais e judiciais. Dentro das tribos, as decisões eram sempre tomadas por maioria simples e cada tribo recebia um voto na assembleia, independente de quantos habitantes ela congregasse. Uma vez que a maioria das tribos era atingida numa determinada decisão, a votação terminava e o assunto era considerado como decidido. Quem presidia a Assembleia tribal era geralmente um cônsul (a magistratura romana mais elevada) ou um pretor (a segunda mais alta) e tinha como objetivo principal eleger outras três magistraturas: questores, edis curulares e os tribunos consulares. Além disso, competia a ela julgar os processos romanos. Porém, depois das reformas do ditador Lúcio Cornélio Sula, em 82 a.C., o poder de julgar foi atribuído a cortes especiais conhecidas como "quaestiones perpetuae", formadas por pretores.
Como os romanos utilizavam uma forma de democracia direta, cidadãos — e não representantes eleitos — votavam nas assembleias. Por isto, eleitores-cidadãos não tinham poder algum além do poder de votar. Cabia ao magistrado presidindo a assembleia todas as decisões sobre procedimentos ou questões de legalidade, o que lhe dava, em última instância, um poder quase absoluto. Sua única limitação eram os vetos interpostos pelos tribunos da plebe ou decisões de magistrados mais elevados (o cônsul no caso de pretores ou ditadores no caso dos cônsules). Ao contrário da Assembleia da plebe, os patrícios participavam da Assembleia tribal.

## Procedimentos
No sistema romano de democracia direta, dois tipos primários de assembleia eram utilizados para votar assuntos legislativos, eleitorais e judiciários. O primeiro era o "comitê" ou "comissão" ("comitia", literalmente "ir junto" ou "lugar de encontro") e a Assembleia tribal era um deles. Os comitês eram compostos por "todos os cidadãos", eram utilizados para fins oficiais, como a promulgação de leis, e seus atos obrigavam a todos os membros. O segundo tipo era o "conselho" ou "concílio" ("concilium"), que era um fórum no qual "grupos específicos" de cidadãos se encontravam. Finalmente, uma "convenção" ("conventio", literalmente "juntar-se") era um fórum não-oficial de comunicação. Neles, os romanos se encontravam para assuntos não-oficiais, como, por exemplo, ouvir um discurso político. Cidadãos privados que não tinham cargos políticos só podiam discursar nas convenções, mas não em comitês e nem conselhos. Os eleitores sempre se reuniam primeiro em convenções para ouvir os debates antes de votar e, depois, seguiam para os comitês ou concílios, nos quais votavam,

Diagrama mostrando o sistema de pesos e contrapesos da Constituição da República Romana.

Um aviso deveria ser dado muitos dias antes que uma votação num assembleia ocorresse. Eleições, por exemplo, requeriam um aviso prévio de pelo menos três "dias de mercado" (geralmente mais de 17 dias). Neste intervalo (conhecido como "trinundinum"), os candidatos interagiam com o eleitorado e nenhuma legislação podia ser proposta ou votada. Em 98 a.C., a Lex Caecilia Didia passou a exigir o mesmo intervalo entre a proposição e a votação de uma lei. Durante julgamentos penais, o magistrado presidente tinha que avisar ("diem dicere") o acusado  no primeiro dia da investigação ("anquisitio"). No final de cada dia, ele devia notificá-lo novamente ("diem prodicere"), dando-lhe conhecimento do andamento da investigação. Quando esta se completava, um novo "trinundinum" deveria ser aguardado antes que a votação final pudesse ser realizada para decidir pela condenação ou absolvição do acusado.
Apenas uma assembleia podia se reunir num determinado período e uma sessão em andamento só poderia ser dissolvida se um magistrado "dispensasse" ("avocare") os eleitores. Além do magistrado presidente, diversos outros magistrados estavam geralmente presentes para atuar como assistentes. Eles estavam à disposição para ajudar a resolver conflitos procedurais e para prover aos eleitores um meio de apelar das decisões do magistrado presidente. Havia também diversos oficiais religiosos (os áugures), presentes ou de plantão, para interpretar quaisquer sinais dos deuses romanos (presságios), pois os romanos acreditavam que os deuses comunicavam sua aprovação ou desaprovação através deles. Além disto, uma busca preliminar por sinais (os auspícios) era realizada pelo magistrado presidente na noite anterior à assembleia. Em várias ocasiões, eles alegavam auspícios ou presságios desfavoráveis como desculpa para cancelar ou suspender assembleias desfavoráveis.
No dia da votação, os eleitores se reuniam primeiro em suas convenções para debater e fazer campanha pela sua posição preferida e não se dividiam em tribos. Discursos de cidadãos privados eram ouvidos apenas se o tema a ser votado era legislativo ou judicial e, ainda assim, apenas com permissão do magistrado presidente. Se a votação fosse uma eleição, não eram permitidos discursos de cidadãos privados e, ao invés deles, os candidatos utilizavam a convenção para promover sua campanha. Durante a convenção, a proposta de lei a ser votada era lida para a assembleia por um oficial conhecido como "arauto" e a ordem de votação era determinada. Uma urna era trazida e a sorte decidida a sequência de votação das tribos. Um tribuno da plebe podia utilizar seu direito de veto contra uma legislação até este momento, mas não depois.
Os eleitores então eram orientados a dissolver as convenções ("partir para seus grupos separados" ou "discedite, quirites"). Os eleitores então se reuniam novamente em uma área cercada para cada tribo e votavam colocando uma pedra ou um voto por escrito numa jarra pré-combinada. As cestas ("cistae") que continham os votos eram vigiadas por oficiais específicos (os "custodes"), que contavam os votos e relatavam os resultados ao magistrado presidente. A maioria dos votos em uma tribo determinava como uma tribo votava. Se o processo não se completasse até o cair da noite, os eleitores eram dispensados mesmo sem terem chegado a uma decisão e o processo reiniciava no dia seguinte.

## Tribos
As 35 tribos romanas não eram grupos étnicos ou de parentesco, mas divisões genéricas nas quais os cidadãos romanos estavam distribuídos. Quando elas foram criadas, as subdivisões eram geográficas, muito similares aos modernos distritos eleitorais. Porém, o pertencimento a uma tribo era herdado pela linhagem paterna, o que levou, gradualmente, à perda do caráter geográfico. Cada tribo tinha subdivisões internas chamadas de "vici" nas tribos urbanas e "pagi" nas rurais. Apesar de outras subdivisões também terem existido, como guildas profissionais (colégios ou "collegia"), as tribos sempre foram a unidade fundamental de organização da política romana.
Cada tribo tinha seus próprios oficiais, como tesoureiros ("divisores"), registradores, responsáveis pelo censo tribal e, no final do período republicano, oficiais cuja única função era distribuir subornos. Como o pertencimento às tribos era reafirmado apenas a cada cinco anos, durante o censo, tornou-se possível a prática do gerrymandering nas tribos. Apesar da impossibilidade de retirar território de uma tribo, magistrados conhecidos como censores tinham poder para alocar novos territórios às tribos existentes como parte do censo. Desta forma, podiam atribuir estas terras de forma vantajosa a eles ou seus aliados.
Durante os primeiros anos da república e o período intermediário, a Assembleia tribal se reuniu em diversos locais diferentes do Fórum Romano, incluindo a rostra, o Comício, o Templo de Castor e Pólux e na "Área Capitolina", perto do Templo de Júpiter Ótimo Máximo. No final da República, a Assembleia tribal geralmente se reunia foram da muralha, no Campo de Marte, pois o espaço permitia que as votações ocorressem de forma muito mais rápida.
O magistrado presidente tinha que garantir que todas as tribos tivessem pelo menos cinco membros votando e, se não conseguisse, ele mesmo poderia redesignar indivíduos de outras tribos para a tribo vaga.
A primeira tribo selecionada para votar ("principium") era geralmente a tribo mais importante, pois geralmente decidia a questão. Acreditava-se que a ordem do sorteio era definida pelos deuses e, por isto, a posição defendida pelas primeiras tribos era considerada como sendo, geralmente, a posição dos deuses. Uma vez atingida a maioria das tribos, a votação era encerrada e o resultado, declarado.